# Parque Marinho de Thorny Passage
O Parque Marinho de Thorny Passage está localizado na Austrália Meridional, abrangindo a Península de Eyre, Costa Frenchmen e na Cova da Memória.

## Áreas
Área de uso geral: Zona de proteção da biodiversidade, mas permite o uso e desenvolvimento sustentável da área.
Proteção de habitat: Zona de proteção da biodiversidade, mas que permite atividades que não danifiquem o habitat ou o ecossistema.
Santuário: Zona de proteção da biodiversidade, onde é probido a retirada de plantas, animais ou produtos marinhos.
Acesso restrito: Zona com acesso limitado.
Área de propósito especial: Área de proteção de biodiversidade onde é permitida atividades restritas.

## Biodiversidade
O parque marinho é banhado pela Corrente de Leeuwin, que vem da Austrália Ocidental, e pela Corrente de Flinders. A Corrente de Leuuwin trás águas quentes para a região, enquanto a de Flinders trás águas frias mas ricas em nutrientes. Isso faz com que o parque tenha uma grande biodiversidade. Entre as espécies da região estão o tubarão-branco, leão-marinho-australiano, atum-rabilho, treze espécies de baleia e peixes de coral, como Achoerodus viridis e Paraplesiops sinclairi, além de espécies protegidas de pássaros.

## Atividades econômicas
Em determinadas áreas, há pesca de sardinhas, camarões, abalone e lagostas. Outra atividade econômica importante é o turismo. Atividades como navegação são restritas, e a mineração não funciona dentro do parque, apesar de ser permitida em áreas próximas.

## População aborígene
Os povos  nauo e barngarla possuem conexões ancestrais com o parque. Ambos povos possuem direitos especiais dentro do parque pelos Barngala Native Title Claim (1996) e o Nauo-Barngala Native Title Claim (1997).